# 2025年のテゲバジャーロ宮崎
2025年のテゲバジャーロ宮崎は、テゲバジャーロ宮崎の2025シーズンの成績や出来事を詳述する。

## 概要
- 大熊体制2年目。

- 前年後半戦の躍進を支えた選手の大半が完全移籍移行や期限付き移籍期間延長し残留。加えて大卒5名と2021年シーズン以来4年ぶりとなる、外国籍選手2名(いずれも韓国籍選手)を含む計15名が新たに加入した。

- 開幕戦には敗れたものの、続く第2節(vs福島戦)に勝利し、J3通算50勝を達成した[1]。

- ルヴァンカップは、1回戦でディフェンディングチャンピオンである名古屋グランパスをホームに迎え、90分では決着が付かず延長の末0-3で初戦敗退。

- 天皇杯は、県予選決勝でヴェロスクロノス都農(九州サッカーリーグ所属)に0-2で敗戦し、2022年以来の県予選敗退となった。

- クラブ記録となる13戦無敗を記録するなど、9勝7分3敗の4位で前半戦を終えた。

- ホームゲーム19試合のうち、2試合が新設された宮崎県山之口陸上競技場で行われる予定となっている[2]。

- 7月21日に行われた、ギラヴァンツ北九州戦(山之口陸上競技場)でクラブ史上最多の入場者数を記録した（8,032人）

## できごと
- GKコーチの歌門大輔、チーフトレーナーの榊山伸夫、アカデミーGKコーチ兼スクールコーチの金沢英将(Y.S.C.C.横浜トップチームGKコーチに就任)が退任。

- GKコーチには前年カターレ富山でGKコーチを務めていた飯髙弘章、チーフトレーナーには加藤陽介(前横浜F・マリノスユーストレーナー)が就任した。

- 1月28日、宮崎県警と連携協定を締結[3]。
- 2月7日、2023シーズン限りで現役を引退していたクラブOBの西岡大志がクラブアンバサダーに就任した[4]。
- 2月14日、桝元とトップスポンサー契約を締結[5]。
- 4月22日、伊藤園とトップパートナー契約を締結[6]。
- 6月2日、MF安藤陸登が香港で行われるU-20 Jリーグ選抜の海外遠征に招集された[7]。
- 6月4日、3rdユニフォームがお披露目となった[8]
- 6月17日、監督の大熊が5月度のJ3月間優秀監督賞を受賞した(前年9月度に続き2度目の受賞となる)[9]。

- 7月15日、DF江川慶城が6月度のJ3月間MVPを受賞した[10]。

- 7月17日、MF安藤陸登がウズベキスタンで行われるU-22日本代表の海外遠征に招集された[11]。

- 8月16日、この日行われた第23節ツエーゲン金沢戦（ゴースタ）にて、FW橋本啓吾がキャリア初のハットトリックを達成[12]。

## 所属メンバー

### トップチーム選手
2025年1月11日に発表されたメンバーリストに、その後加入が発表された選手を加えたリストである。
| Pos | No. | 選手名           | 備考                                                  |
| --- | --- | ---------------- | ----------------------------------------------------- |
| GK  | 21  | 清水羅偉         |                                                       |
| GK  | 31  | 岡本享也         | 2025年8月- ジェフユナイテッド千葉から期限付き移籍加入 |
| GK  | 32  | 李忠洹           | 安東科学大学から新加入                                |
| GK  | 55  | 青木心           |                                                       |
| DF  | 2   | 青山生           |                                                       |
| DF  | 4   | 櫻井風我         | 2025年6月- ツエーゲン金沢から期限付き移籍加入         |
| DF  | 15  | 長友海翔         | 桃山学院大学から新加入                                |
| DF  | 23  | キム・ゴンヨン   | 蔚山大学から新加入                                    |
| DF  | 24  | 松本雄真         | 完全移籍移行                                          |
| DF  | 25  | 横窪皇太         | 京都産業大学から新加入                                |
| DF  | 28  | 眞鍋旭輝         |                                                       |
| DF  | 33  | 黒木謙吾         |                                                       |
| DF  | 35  | 江川慶城         | 完全移籍移行                                          |
| DF  | 39  | 下川陽太         | 奈良クラブから完全移籍加入                            |
| DF  | 43  | 森田礼           | 横河武蔵野FCから完全移籍加入                          |
| DF  | 45  | 田中誠太郎       | 立正大学から新加入 2024年は特別指定選手として在籍     |
| MF  | 6   | 大熊健太         |                                                       |
| MF  | 7   | 魚里直哉         |                                                       |
| MF  | 8   | 力安祥伍         |                                                       |
| MF  | 10  | 井上怜           | 完全移籍移行                                          |
| MF  | 13  | 中野桂太         | 徳島ヴォルティスから完全移籍加入                      |
| MF  | 14  | 五月田星矢       | 完全移籍移行                                          |
| MF  | 20  | 阿野真拓         | 完全移籍移行                                          |
| MF  | 30  | 望月耕平         | 2025年7月- 横浜F・マリノスから育成型期限付き移籍加入  |
| MF  | 34  | 河合駿樹         | 札幌大学から新加入                                    |
| MF  | 40  | 安藤陸登         | ガンバ大阪ユースから新加入                            |
| MF  | 41  | 坂井駿也         | 期限付き移籍期間延長                                  |
| MF  | 47  | 奥村晃司         | Y.S.C.C.横浜から完全移籍加入                          |
| MF  | 48  | 木原仁           | 芦屋大学から新加入                                    |
| MF  | 50  | 安田虎士朗       | 期限付き移籍期間延長                                  |
| FW  | 11  | 橋本啓吾         |                                                       |
| FW  | 18  | 吉澤柊           |                                                       |
| FW  | 27  | 渡邊星来         |                                                       |
| FW  | 42  | 松本ケンチザンガ | ブラウブリッツ秋田から育成型期限付き移籍加入          |
| FW  | 58  | 武颯             | 2025年8月- カターレ富山から期限付き移籍加入           |

### 期限付き移籍中の選手
| Pos | 選手名     | 移籍先               | 備考               |
| --- | ---------- | -------------------- | ------------------ |
| DF  | 代健司     | 福山シティFC         |                    |
| DF  | 藤本奎詩   | ヴェロスクロノス都農 | 育成型期限付き移籍 |
| DF  | 吉田朋恭   | 飛鳥FC               |                    |
| DF  | 吉永昇偉   | SHIBUYA CITY FC      |                    |
| MF  | 中別府柊太 | FC延岡AGATA          | 育成型期限付き移籍 |
| MF  | 金川羅彌   | AS刈谷               | 育成型期限付き移籍 |
| MF  | 楠大樹     | FCティアモ枚方       |                    |
| MF  | 高瀬生聖   | ジェイリースFC       |                    |
| MF  | 加藤匠人   | 沖縄SV               |                    |
| FW  | 上野瑶介   | 沖縄SV               |                    |

### コーチングスタッフ
| 役職               | 名前       | 備考         |
| ------------------ | ---------- | ------------ |
| 監督               | 大熊裕司   | 強化部長兼任 |
| ヘッドコーチ       | 竹花友也   |              |
| コーチ             | 米田兼一郎 |              |
| GKコーチ           | 飯髙弘章   | 新任         |
| フィジカルコーチ   | 藤野英明   |              |
| フィジオセラピスト | 菅原康史   |              |
| チーフトレーナー   | 加藤陽介   | 新任         |
| トレーナー         | 重久颯斗   |              |

## 試合結果

### ルヴァンカップ
| 回戦  | 試合日          | 時刻  | ホーム             | スコア | アウェイ         | スタジアム | 入場者数 |
| ----- | --------------- | ----- | ------------------ | ------ | ---------------- | ---------- | -------- |
| 1回戦 | 3月20日(木・祝) | 14:03 | テゲバジャーロ宮崎 | 0-3aet | 名古屋グランパス | いちご     | 2,466    |

### J3リーグ
| 節 | 試合日          | 時刻  | ホーム             | スコア | アウェイ             | スタジアム | 入場者数 |
| -- | --------------- | ----- | ------------------ | ------ | -------------------- | ---------- | -------- |
| 1  | 2月16日(日)     | 14:03 | テゲバジャーロ宮崎 | 0-1    | AC長野パルセイロ     | いちご     | 1,438    |
| 2  | 2月23日(日・祝) | 14:03 | テゲバジャーロ宮崎 | 3-1    | 福島ユナイテッドFC   | いちご     | 944      |
| 3  | 3月2日(日)      | 14:03 | 栃木SC             | 1-2    | テゲバジャーロ宮崎   | 栃木グ     | 3,522    |
| 4  | 3月9日(日)      | 14:03 | テゲバジャーロ宮崎 | 0-0    | 松本山雅FC           | いちご     | 1,576    |
| 5  | 3月16日(日)     | 14:03 | 栃木シティFC       | 3-2    | テゲバジャーロ宮崎   | CFS        | 1,133    |
| 6  | 3月23日(日)     | 14:03 | アスルクラロ沼津   | 0-1    | テゲバジャーロ宮崎   | 愛鷹       | 2,203    |
| 7  | 3月30日(日)     | 14:03 | テゲバジャーロ宮崎 | 1-1    | 鹿児島ユナイテッドFC | いちご     | 3,769    |
| 8  | 4月5日(土)      | 14:03 | ザスパ群馬         | 0-0    | テゲバジャーロ宮崎   | 正田スタ   | 2,006    |
| 9  | 4月12日(土)     | 14:03 | テゲバジャーロ宮崎 | 2-1    | ガイナーレ鳥取       | いちご     | 1,587    |
| 10 | 4月20日(日)     | 17:03 | FC琉球             | 1-1    | テゲバジャーロ宮崎   | 沖縄県陸   | 2,429    |
| 11 | 5月3日(土・祝)  | 14:03 | テゲバジャーロ宮崎 | 3-2    | 高知ユナイテッドSC   | いちご     | 2,436    |
| 12 | 5月6日(火・祝)  | 14:03 | 奈良クラブ         | 0-1    | テゲバジャーロ宮崎   | ロートF    | 1,198    |
| 13 | 5月17日(土)     | 14:03 | テゲバジャーロ宮崎 | 1-1    | ツエーゲン金沢       | いちご     | 1,386    |
| 14 | 5月31日(土)     | 14:03 | ギラヴァンツ北九州 | 1-1    | テゲバジャーロ宮崎   | ミクスタ   | 4,472    |
| 15 | 6月7日(土)      | 19:03 | テゲバジャーロ宮崎 | 4-2    | SC相模原             | いちご     | 1,412    |
| 16 | 6月14日(土)     | 19:03 | テゲバジャーロ宮崎 | 0-0    | FC大阪               | いちご     | 1,462    |
| 17 | 6月21日(土)     | 19:03 | FC岐阜             | 2-3    | テゲバジャーロ宮崎   | 長良川     | 6,627    |
| 18 | 6月28日(土)     | 19:03 | テゲバジャーロ宮崎 | 1-0    | カマタマーレ讃岐     | いちご     | 2306     |
| 19 | 7月5日(土)      | 18:33 | ヴァンラーレ八戸   | 2-1    | テゲバジャーロ宮崎   | プラスタ   | 2,900    |